# Der Kommissar (singolo)
Der Kommissar è il primo singolo del cantante austriaco Falco, prodotto da Robert Ponger e pubblicato nel 1981 dall'etichetta discografica Gig; il singolo fu successivamente incluso nell'album Einzelhaft. È stato uno dei più grandi successi del cantante ed ha scalato le classifiche di diversi paesi europei (numero 1 in Austria, Germania, Spagna e Italia in primis), raggiungendo il numero 1 in Giappone ed il numero 7 in Australia e venendo pubblicato anche negli Stati Uniti. Der Kommissar è considerato il primo vero successo rap cantato da un bianco.

## Origini
Falco aveva recitato nell'undicesimo episodio della serie televisiva Kottan ermittelt intitolato Die Entführung nel ruolo di pianista della band del commissario Kottan: questo gli diede l'idea che dovesse esistere una canzone dedicata a Kottan. La musica derivava da un brano ancora senza testo originariamente scritto dal suo produttore Robert Ponger per il cantautore austriaco Reinhold Bilgeri, che però lo aveva scartato in quanto il brano non gli era piaciuto. Ponger offrì allora il brano a Falco che, dopo i festeggiamenti per il compleanno di Lukas Resetarits, l'interprete del maggiore Kottan, vi aggiunse il testo.  Parallelamente venne prodotto anche il singolo originariamente voluto da Falco, Helden von heute ispirata a Heroes di David Bowie.

## Musica e testi
Il brano è musicalmente ispirato alla black music ed al funk. Tuttavia Falco aveva riserve sul brano, in quanto non lo riteneva sufficientemente originale ed inoltre gli sembrava che presentasse troppe somiglianze con Super Freak di Rick James del 1981. Le strofe sono rappate mentre il ritornello è cantato. Der Kommissar di fatto fece di Falco il primo rapper bianco, tanto che lui stesso si definiva il "padrino del rap bianco".
Per il testo Falco usò il suo consueto linguaggio artistico derivante da alto tedesco e dialetto viennese (cui in seguito fu aggiunto l'inglese). Per altro la carica di commissario che dà il titolo al brano non esiste nemmeno nella polizia austriaca: per Falco era un titolo genericamente rappresentativo di ogni forma di autorità statale, senza per altro che il brano contenesse alcuna forma di messaggio politico.

## Pubblicazione
Il singolo uscì il 12 dicembre 1981.
All'inizio del 1982 entrò nella Top Ten in diversi Paesi europei e raggiunse la prima posizione in Austria, Germania, Spagna e Italia, in cui dominò le classifiche estive e autunnali risultando il singolo più venduto dell'anno. Negli Stati Uniti il brano fu particolarmente apprezzato in discoteca e raggiunse il 19º posto nelle classifiche dance. Durante la sua permanenza a New York City Falco mise in cantiere un progetto in collaborazione con gli Afrika Bambaataa che però non andò mai a buon fine per ragioni ancora ignote.
In Germania ed in Austria il singolo è uscito con tre versioni di copertine: in tutte e tre Falco indossa una giacca di pelle, ma cambia il colore dello sfondo. La copertina britannica è simile a quella austriaca. In tutti gli altri Paesi il disco è uscito con una copertina riadattata dell'album Einzelhaft oppure con una stella rossa e l'inscrizione Der Kommissar.

## Lato B
- Helden von heute: in origine per Falco era questa la canzone che doveva uscire come singolo principale, ma la casa discografica ed il produttore Ponger non erano d'accordo in quanto Der Kommissar era una produzione originale, mentre Helden von heute presentava evidenti analogie con Heroes di David Bowie;
- Auf der Flucht: fu pubblicata come lato B dei rispettivi maxi singoli in Brasile, Australia e Canada. In seguito fu utilizzata con Maschine brennt come singolo promozionale per On The Run. Questa versione riuscì anche ad entrare nella classifica US-Hot-Play-Charts di Billboard.
- Zuviel Hitze: in alcuni Paesi oltre a Auf der Flucht i maxi singoli presentavano anche questo brano come lato B. Anche questa canzone fu utilizzata in seguito come singolo promozionale.

## Tracce
7" Single GIG 111 117 [at]
1. Der Kommissar - 3:53
2. Helden von heute - 4:08

7" Single Killroy KS 3610 [nl]
1. Der Kommissar - 3:53
2. Helden von heute - 4:08

12" Maxi GIG 6.20132 [de]
1. Der Kommissar (Rap' That) - 3:53
2. Helden von heute - 4:08

7" Single Telefunken 6.13333 [de]
1. Der Kommissar (Rap' That) - 3:53
2. Helden von heute - 4:08

## Classifiche
| Classifica (1982) | Posizione raggiunta |
| ----------------- | ------------------- |
| Austria           | 1                   |
| Germania          | 1                   |
| Italia            | 1                   |
| Svizzera          | 2                   |
| Norvegia          | 3                   |
| Svezia            | 4                   |
| Nuova Zelanda     | 4                   |
| Paesi Bassi       | 17                  |